# Championnat de Syrie de football 2004-2005
Navigation
Saison 2003-2004 Saison 2005-2006
La saison 2004-2005 du Championnat de Syrie de football est la trente-quatrième édition du championnat de première division en Syrie. Les quatorze meilleurs clubs du pays sont regroupés au sein d'une poule unique où ils s'affrontent deux fois au cours de la saison, à domicile et à l'extérieur. En fin de saison, les deux derniers du classement sont relégéus et remplacés par les deux meilleurs clubs de deuxième division.
C'est le club d'Al Ittihad Alep qui remporte le championnat cette saison, après avoir terminé en tête du classement final avec trois points d'avance sur Al-Karamah SC et neuf sur le tenant du titre, Al Wahda Damas. C'est le sixième titre de champion de Syrie de l'histoire du club, le premier depuis dix ans. Al Ittihad réussit même le doublé en s'imposant face à Al Majd Damas en finale de la Coupe de Syrie. Grâce à ce doublé, c'est Al-Karamah SC, dauphin d'Al Ittihad en championnat, qui récupère la deuxième place en Ligue des champions de l'AFC.

## Les clubs participants
| - Al-Karamah SC - Al Ittihad Alep - Jableh SC - Al Taliya Hama - Promu de D2 - Al Wahda Damas - Al Qardaha - Tishreen SC | - Hutteen SC - Al Majd Damas - Al Shorta Damas - Promu de D2 - Al Futuwa Deir ez-Zor - Hurriya SC - Al Jaish Damas - Umayya |

## Compétition

### Classement
Le barème utilisé pour établir le classement est le suivant :
- Victoire : 3 points
- Match nul : 1 point
- Défaite : 0 point

| Rang | Équipe                | Pts | J  | G  | N  | P  | Bp | Bc | Diff |
| ---- | --------------------- | --- | -- | -- | -- | -- | -- | -- | ---- |
| 1    | Al Ittihad AlepC      | 53  | 26 | 15 | 8  | 3  | 50 | 20 | +30  |
| 2    | Al-Karamah SC         | 50  | 26 | 14 | 8  | 4  | 38 | 24 | +14  |
| 3    | Al Wahda DamasT       | 44  | 26 | 12 | 8  | 6  | 35 | 25 | +10  |
| 4    | Al Jaish Damas        | 43  | 26 | 12 | 7  | 7  | 34 | 20 | +14  |
| 5    | Al Qardaha            | 43  | 26 | 13 | 4  | 9  | 32 | 30 | +2   |
| 6    | Al Taliya HamaP       | 42  | 26 | 12 | 6  | 8  | 38 | 29 | +9   |
| 7    | Al Majd Damas         | 38  | 26 | 9  | 11 | 6  | 35 | 24 | +11  |
| 8    | Tishreen SC           | 31  | 26 | 7  | 10 | 9  | 29 | 31 | -2   |
| 9    | Hurriya SC            | 31  | 26 | 8  | 7  | 11 | 26 | 32 | -6   |
| 10   | Al Futuwa Deir ez-Zor | 27  | 26 | 5  | 12 | 9  | 20 | 31 | -11  |
| 11   | Jableh SC             | 25  | 26 | 6  | 7  | 13 | 18 | 36 | -18  |
| 12   | Hutteen SC            | 24  | 26 | 6  | 6  | 14 | 21 | 34 | -13  |
| 13   | Umayya                | 23  | 26 | 4  | 11 | 11 | 24 | 39 | -15  |
| 14   | Al Shorta DamasP      | 16  | 26 | 3  | 7  | 16 | 18 | 43 | -25  |

|  | Qualification pour la Ligue des champions de l'AFC 2006                               |
|  | Relégation en deuxième division                                                       |
|  | T : Tenant du titre C : Vainqueur de la Coupe de Syrie P : Promu de deuxième division |

## Bilan de la saison
| Championnat de Syrie de football 2004-2005                        |                            |
| Champion                                                          | Al Ittihad Alep (6e titre) |
| Coupes et trophées                                                |                            |
| Vainqueur de la Coupe de Syrie 2004-2005                          | Al Ittihad Alep            |
| Qualifications continentales                                      |                            |
| Ligue des champions de l'AFC 2006                                 | Al Ittihad Alep            |
| Ligue des champions de l'AFC 2006                                 | Al-Karamah SC              |
| Promotions et relégations                                         |                            |
| Promus en Syrian League                                           | Al Jihad Damas             |
| Promus en Syrian League                                           | Al-Nwa'ir                  |
| Relégués en Championnat de Syrie de football de deuxième division | Umayya                     |
| Relégués en Championnat de Syrie de football de deuxième division | Al Shorta Damas            |